# Communauté de communes de Castelloubon
Die Communauté de communes de Castelloubon ist ein ehemaliger Gemeindeverband (Communauté de communes) im südfranzösischen Département Hautes-Pyrénées in der heutigen Region Okzitanien. Er ist nach dem Tal (dort estrem genannt) Castelloubon benannt.

## Historische Entwicklung
Mit Wirkung vom 1. Januar 2014 wurde er mit der Communauté de communes de la Croix Blanche fusioniert und bildete so die Nachfolgeorganisation Communauté de communes du Montaigu.

## Ehemalige Mitgliedsgemeinden
| - Berbérust-Lias - Cheust - Gazost - Ger - Germs-sur-l’Oussouet - Juncalas | - Lugagnan - Ourdis-Cotdoussan - Ourdon - Ousté - Saint-Créac |